# Липовица (Београд)
Липовица је насеље у градској општини Барајево у граду Београду. Удаљено је 24 километра од центра Београда. Најближа насеља су Рушањ и Сремчица која припадају општини Чукарица. Од центра Барајева удаљено је око девет километара.

## Положај
Насеље Липовица лоцирано је у непосредној близини Ибарске магистрале, на око 23 километра јужно од центра Београда. Највећи део територије Липовице налази се на северном делу општине Барајево. Знатно мањи део се налази на југозападном делу општине Вождовац, док један мали део припада и општини Чукарица. Граничи се са територијама насеља Рушањ — на северу, Сремчица — на западу и Рипањ — на североистоку.

## Историја

### Настанак насеља
Из Багрдана (данашњи центар Барајева), за време Првог српског устанка, становништво се у страху од освете за подигнути устанак, раселило у оближње шуме у Средњем Крају. После народног ослобођења од Турака, становништво је из Средњег Краја сишло у Стражарију, па су се касније одатле даље селили „идући за шумом“ (1813. године).
Као један од најмлађих крајева, настало је и насеље Липовица, које је постало од сточарских станова на том месту.

### Записи из књига
До скора су се у Липовици налазила по њивама камена „корита“. То су били, по свој прилици, римски саркофази.
Средњовековни српски трагови сачували су се и у топографским називима: Радионица за њиве и Ковачевац за шуме, где су, вероватно, биле топионице за олово.
Радионица је са својих 316 метара трећа највиша тачка на територији општине Барајево, одмах после Парцанског виса (408 m) и Подвиса (328 m).
Према називу Радионица, данас у Липовици једна улица носи назив Радионичка.

## Одлике
Од Ибарске магистрале, па све до раскрснице са Брђанском улицом и Дражановцем, протеже се улица Липовички пут са укупном дужином од 5,2 километра и тиме представља најдужу улицу у овом крају.
Због тога се често у медијима, уместо Липовице, може чути назив — насеља око Рипањског пута, што заправо представља куће и друге стамбене и индустријске објекте који се налазе непосредно уз Липовички пут, који датира још из турског доба.
Рељеф Липовице је таласастог облика са израженим пропланцима (ртовима), од којих су највећи и најпознатији Средњи рт и Буквин рт.
Липовица је позната по Липовичкој шуми која се налази западно од самог насеља и која је уз Авалу и Космај највеће пространство прекривено шумом на територији града Београда.
Такође, поред Липовичке шуме, велики проценат територије Липовице покривен је шумом која је углавном у приватном власништву. Шума додатно доприноси квалитету живота у Липовици не само због своје лепоте него и чистог ваздуха.

### Крајеви Липовице
У самој Липовици постоји неколико крајева, мањих засебних делова (насеља). Међу њима су Стара Липовица и насеље Требеж.

#### Стара Липовица
Стара Липовица је крај који је добио назив по својој главној улици. Улица се протеже од Липовичког пута, па све до тунела који пролази испод пруге Београд—Бар. Дужина улице износи око четири километра. На месту данашње Старе Липовице била је шума коју су први досељеници временом посекли. Крај се постепено насељавао и све више ширио тако да данас може да се похвали великим бројем кућа који се сваке године увећава. У Старој Липовици се налази манастир Јустина Ћелијског и дом за стара лица у чијем склопу се налази и зоолошки врт. Главна улица је испреплетана мноштвом споредних улица од којих се издваја Партизанска која је једна од већих улица у крају. Стара Липовица је због свог положаја доста прометна, кроз њу саобраћа аутобуска линија и велики број аутомобила којима је то најкраћи пут до града, а такође, за већи део насеља Липовица то је и веза са центром Барајева.

#### Требеж
По броју становника, Требеж представља највећу насељену целину у Липовици. Са јужне и западне стране је ограничен Липовичком шумом, на северозападу Ибарском магистралом, а на северу Липовичким путем.
Као једна од опција за месну заједницу, претходних година се спомињала могућност месне заједнице Липовица — Требеж чије би седиште било баш у овом насељу. Како до тога није дошло, овај део општине Барајево је још увек под управом МЗ Глумчево брдо.
Последњих неколико година, Требеж је постао веома атрактивна зона за инвеститоре и уопште као индустријска зона, пре свега због одличне везе са Ибарском магистралом и близине граду.

## Градски саобраћај
До насеља се дневним линијама гсп-а може стићи:
- Линија 407Л Бела Река — Стара Липовица — Требеж /Окретница/[3]
- Линија 534 Церак Виногради — Рипањ /Гробље/[4]
- Линија 551 Београд на води — Сремчица[5]